# Паша дере
Паша дере е местност в България, област Варна, община Варна, в близост до варненския квартал „Галата“.
Известна е с дивата си природа, незасегната от туризма, чистите си и широки плажове и липсата на урбанизация. Позната е като място, което се посещава от млади хора, които лагеруват и нощуват там през лятото, както и с нудисткия си плаж, какъвто на север от Стара планина има само на Иракли, Кара дере и на Златни пясъци.
През XIII-XIV век в района е разположено морското пристанище Росто.

## Местоположение
Паша дере е последният плаж на юг от Варна, преди края на построените 10 километра от Автомагистрала „Черно море“, свързваща морската столица с Бургас. До самия плаж се стига по шосе, разклоняващо се от пътя за Бургас, точно на края на 10-те километра. Пътят е много тесен, а в последния си километър е „черен“, но до плажа се стига и с обикновена кола. Преди него се намират плажовете на кв. Аспарухово, кв. Галата, местността Фичоза и хижа „Черноморец“. Отстои на 15 км от центъра на града. Намира се в близост до южната вилна зона на морската столица – Боровец.

## Туризъм
В близост се намират хижа „Черноморец“ на БТС – 7 км южно от кв. Галата, поделението „Родни балкани“ на Българската армия (Военноморски сили) и хижа Ветеран, в м. Фичоза, кв. Галата. Създадена е маркировка за туристическите маршрути в региона. От края на 90-те години е прокаран газопровод, който нарушава естетическия облик на региона. Въпреки това през последните години Паша дере придобива популярност и сега през почивните дни се стичат множество хора, желаещи да релаксират на по-спокойно място от градските плажове. Морето е изключително чисто и богато на морски видове, плажната ивица също е незасегната от хората – не е застроена.

## Екология
Паша дере е защитена територия и природна забележителност. Там има интересна природа, типични растения за Северното Черноморие и чист плаж. В региона има и езеро с уникална флора и фауна, известно като „Лимана“ с площ 3,7 ха. То се обитава от множество защитени видове птици и животни.